# Падение (фильм, 2020)
«Падение» (англ. Falling) — канадско-британский драматический фильм, режиссёрский дебют Вигго Мортенсена. Главные роли в картине исполняют Мортенсен, Лэнс Хенриксен, Сверрир Гуднасон, Лора Линни, Терри Чен и Ханна Гросс.
Мировая премьера фильма состоялась 31 января 2020 года в рамках кинофестиваля «Сандэнс». Премьера в России прошла 8 октября 2020 года.

## Сюжет
Уиллис Питерсон (Лэнс Хенриксен) — уже не молодой фермер, который живёт в гордом одиночестве в штате Иллинойс. Недавно он похоронил свою жену, что негативно сказалось на его здоровье. Вскоре Уиллис узнаёт, что у него прогрессирует смертельное заболевание. Он больше не может справляться с многочисленными делами на ферме и очень нуждается в помощи. Он остался небезразличен только взрослому сыну (Вигго Мортенсен), к которому и был вынужден переехать. Но проблема заключается в том, что между ними уже много лет существует конфликт. Уиллис, человек консервативных взглядов, не может смириться с тем, что его сын является открытым гомосексуалом и живёт в законном браке со своим партнёром (Терри Чен), воспитывает приёмную дочь. Фильм рассказывает о том, смогут ли они преодолеть многочисленные противоречия и найти общий язык.

## В ролях
| Актёр            | Роль                  |
| ---------------- | --------------------- |
| Вигго Мортенсен  | Джон Питерсон, сын    |
| Лэнс Хенриксен   | Уиллис Питерсон, отец |
| Сверрир Гуднасон | Уиллис в молодости    |
| Лора Линни       | Сара                  |
| Терри Чен        | Эрик                  |
| Ханна Гросс      | Гвен                  |
| Дэвид Кроненберг | проктолог             |

## Производство
В октябре 2018 года было объявлено, что Вигго Мортенсен займётся постановкой фильма по собственному сценарию, в котором исполнит главную роль, а также выступит в качестве продюсера совместно с Дэниелом Бекерманом под баннером его студии Scythia Films. Лэнс Хенриксен и Сверрир Гуднасон также были объявлены в качестве членов актёрской группы. В марте 2019 года стало известно, что к ним присоединились Лора Линни, Терри Чен и Ханна Гросс.
Мортенсен описал фильм как личную историю, вдохновлённую его родителями. Он не планировал сниматься в фильме, однако смог найти финансирование лишь при условии его занятости в проекте в качестве актёра.
Съёмки фильма проходили с февраля по апрель 2019 года в Канаде и Калифорнии.

## Релиз
Мировая премьера фильма состоялась 31 января 2020 года в рамках кинофестиваля «Сандэнс».

## Критика
На агрегаторе рецензий Rotten Tomatoes фильм имеет рейтинг 67 % на основе 96 рецензий. Metacritic дал ему 71 балл из 100 возможных на основе 5 рецензий, что соответствует статусу «преимущественно положительные отзывы».